# National Crime Agency
Die National Crime Agency (NCA, deutsch Nationale Kriminalbehörde) ist die nationale Kriminalpolizei des Vereinigten Königreichs. Die NCA stellt die führende Strafverfolgungsbehörde in Großbritannien und Nordirland gegen organisiertes Verbrechen, Waffen- und Drogenhandel, sowie Cyber- und Wirtschaftskriminalität dar. Als Besonderheit kann die NCA darüber hinaus, wenn nötig, damit beauftragt werden, polizeiliche Ermittlungen bei jeder Art von Verbrechen zu übernehmen.
Die NCA nimmt eine strategische Rolle in der Verbrechensbekämpfung von Großbritannien ein, indem die Behörde regelmäßig Analysen über Verhaltens- und Vorgehensweise von Kriminellen erstellt; und Vorschläge erarbeitet, wie diese bekämpft werden können. Hierzu arbeitet die NCA eng mit den Regional Organised Crime Units (ROCU) der Territorialpolizeien, dem Serious Fraud Office, sowie weiteren britischen Polizeikräften wie etwa dem Metropolitan Police Service von London zusammen.
Die NCA vertritt zudem das Vereinigte Königreich als Nationales Zentralbüro bei Interpol und Europol.

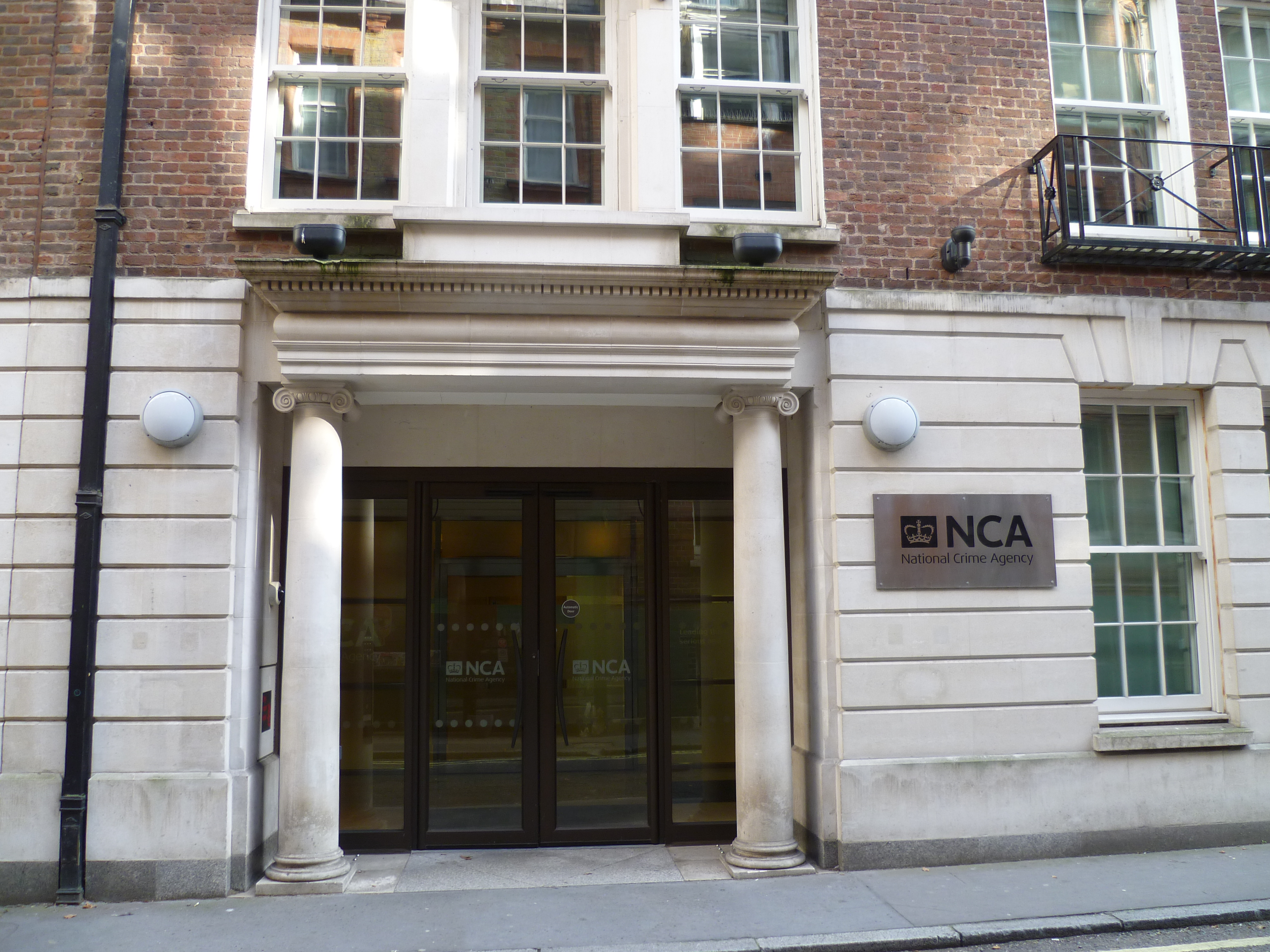
Old Queen Street in Westminster, London, Hauptsitz der National Crime Agency

Die NCA assistiert Polizeibehörden in England, Wales, Schottland und Nordirland auf Grundlage gemeinsamer Vereinbarungen. In dieser Hinsicht ist die NCA als zentrales Kriminalamt durchaus mit dem deutschen Bundeskriminalamt (BKA) vergleichbar. In Ausnahmefällen besitzt der Generaldirektor der NCA (derzeit Graeme Biggar) die Befugnis, Polizeichefs der Territorialpolizeien zu befehligen und diese anzuweisen, Kräfte zur Unterstützung der NCA bereitzustellen. Der Generaldirektor der NCA ist damit einer der höchsten Polizeibeamten des Vereinigten Königreichs.
Die National Crime Agency untersteht dem britischen Home Office unter der Aufsicht des Innenministers. Die NCA kann außer diesem auch von einem der weiteren drei Minister des Great Offices of State angewiesen werden, einer britischen Territorialpolizei oder anderen Polizeibehörde (etwa der Ministry of Defence Police) zu assistieren. Bisher ist jedoch nicht bekannt, ob diese Verfügungsgewalt je angewendet wurde.
Die NCA wurde 2013 als Nachfolgebehörde der Serious Organised Crime Agency (SOCA) gegründet und nach dessen Gründung von den Medien als „britisches FBI“ betitelt.

## Geschichte
Das Konzept der neuen Polizeibehörde wurde am 26. Juli 2010 in einer Stellungnahme von Theresa May vor dem House of Commons vorgestellt.
Am 8. Februar 2024 stellte die NCA 5,7 Tonnen Kokain im Straßenverkaufswert von 450 Millionen Pfund (525 Millionen Euro) in einem für den Hamburger Hafen bestimmten Container sicher. Es ist die bis dahin größte Lieferung von sogenannten Klasse-A-Drogen, die in Großbritannien beschlagnahmt wurde.